# دوري البوسنة والهرسك الممتاز 2016–17
دوري البوسنة والهرسك الممتاز 2016–17 (بالصربية: Премијер лига Босне и Херцеговине у фудбалу 2016/17.)‏ هو الموسم 17 من  دوري البوسنة والهرسك الممتاز. أقيم خلال الفترة 23 يوليو 2016 وحتى 28 مايو 2017، والذي يشرف على تنظيمه اتحاد البوسنة والهرسك لكرة القدم، وكان عدد الأندية المشاركة فيه  12، وفاز فيه زرينيسكي موستار.